# ダグラス・ノース
ダグラス・セシル・ノース（Douglass Cecil North、1920年11月5日 - 2015年11月23日）は、アメリカ合衆国の経済学者。新制度派経済学を代表する人物であり、1993年にノーベル経済学賞を受賞した。

## 略歴
- 1920年　マサチューセッツ州ケンブリッジに生まれる。
- 父親の仕事（メトロポリタン・ライフ・インシュランス社）のため、オハイオのAshbury Collegeや、コネティカット州ウォリンフォードのThe Choate Schoolで教育を受ける。
- 1942年　カリフォルニア大学バークレー校を卒業する（人文科学、B.A.）。
- 1942年-1946年 第二次世界大戦のため商船員となる（1944年-1946年には天測航法の指導を行った）。
- 戦後、Ph.D.取得以前にはセミプロの写真家としても活動する。
- 1950年-1983年　ワシントン大学（シアトル）の教員となる。
- 1952年　カリフォルニア大学バークレー校で博士号を取得する（Ph.D.in Economics）。
- 1952年　ワシントン大学の助教授となる。
- 1971年-1979年　ワシントン大学経済学部の教授となる。
- 1979年　ライス大学で政治経済学の教授（the Peterkin Professor of Political Economics）となる。
- 1981年-1982年　ケンブリッジ大学の教授（the Pitt Professor of American History and Institutions）となる。
- 1983年-1996年　セントルイス・ワシントン大学経済学部の教授（the Henry R. Luce Professor of Law and Liberty）となる。
- 1984年-1990年　政治経済学センター（Center for Political Economy）の所長を務める。
- 1987年-1988年　スタンフォード大学の高等行動科学研究センターの客員フェローとなる。
- 1996年-　セントルイス・ワシントン大学の教授（the Spencer T. Olin Professor in Arts and Sciences）となる。
- スタンフォード大学フーバー研究所のバートレット・バーナップ上級研究員も務めた。
- 2015年 - 夏の別荘があるミシガン州ベンゾニア（英語版）で死去[1]。95歳。

## 業績

### 新制度派経済学
元来の専攻は経済史であったが、ロナルド・コース、オリバー・ウィリアムソンらと並んで新制度派経済学の重要人物と考えられている。またコース、ウィリアムソンと共に新制度派経済学の国際学会の設立に尽力し、1997年にセントルイスで初の学会が開かれた。
彼の経済における制度の分析は取引コストなど多岐にわたるが、特に著名なのは所有権理論に対する貢献である。また経済史の分野でも歴史上における経済活動のための組織の研究や、経済成長の歴史的過程に関する新制度派の理論を応用した分析で功績を挙げた。このようにノースの経済史研究の大きな特徴は、歴史研究に新制度派の理論を応用して経済史と新制度派の理論を結びつけた点にある。このような観点から、ノースは制度の変化に関する分析でも多大な業績を残している。

### 政治学
さらにノースの影響は経済学にとどまらず、政治学にも及んでいる。彼の新制度派の理論は政治学の新制度論、とりわけ合理的選択制度論に大きな貢献をなした。また政治学者バリー・ワインゲストとの共同研究で、名誉革命に関して主に制度の観点から分析を行った。

### ソ連批判
ノースは大学院時代にマルクス主義者だったが、ソビエト連邦の体制について次のように批判的に分析している。ソ連の信念体系は、革命、内戦、飢餓などの危機への対応を迫られたが、党幹部は、指令経済の基本構造、および、目的が達成できるインセンティブ構造についてきわめて不完全で初歩的な理解しかしていなかったという。ノースは、マイケル・マクフォールを引用して、スターリンのソビエト連邦は、社会主義の実現を第一目標として、強制、暴力、大量殺戮によって課題を達成していった典型的な全体主義国家であるとする。ソ連は1950年代当時、世界二位の軍事力と産業力を備えながらも、住宅環境は劣悪で、消費財は低品質、村は未開であり、原爆を製造できても、国民に卵を食べさせることができなかった。ソ連では、行き過ぎた集権化、受け入れ可能な投資基準と農産物価格の欠如、取引網の不備、原料供給の破綻、恐怖政治下にあって必要なインセンティヴなどが課題となっていた。しかし、ソ連当局は、このような集権的な制度、生産目標、統制経済などの見直しや、市場や分権的な意思決定、国有ではない機能的な所有権の役割を高めるような改革に取り組むことはなく、小さな改革は行われても、強力な官僚機構を前に無に帰した。
ゴルバチョフによる改革でも、ソビエト連邦共産党は指導的役割を持てず、政策目標を設定し遂行することもできなくなり、空隙を埋める制度は何も生まれなかった。部分的な改革が繰り返し失敗するなかで、伝統的システムの将来も見込めなくなり、私腹肥やし、汚職、暴力的な組織犯罪、官僚の忠誠心の喪失のほか、地下経済の拡大などによって、国家の凋落が進んだ。
ゴルバチョフは党の体制は頼りにならないので、既存の制度内での対抗勢力を弱体化させ、改革の賛同者の力を強固にしようと試みたところ、既存の管理体制は急速に瓦解していった。1987年6月のソビエト連邦共産党中央委員会総会での改革で、賃金、価格、生産目標の設定に関する経営者(ディレクター)の裁量が拡大され、翌88年の協同組合法によって私的経済活動が合法化されると、経営者は生産高の隠蔽、資源の私的流用、利益の着服などのインセンティヴが増した。経営者は事実上の財産権を獲得し、個人的消費や資源の私的利用の機会が生じ、経営者にとって広大な闇市場は抗し難い魅力に満ちていた。さらに協同組合や小企業が国家資産をもとに利益を上げられるようになると、経営者たちは、寄生的な協同組合、集団所有制事業、合弁会社などを立ち上げ、外国との取引を仲介し、危険もなく、債務も負わないまま、利益を得ていった。他方、国有企業の受ける便益はほぼなくなり、経営者が自立性を獲得する一方で、党官僚の権力も特権も減少し、党官僚機構は弱体化していった。グラスノスチ(情報公開)による表現の自由の拡大によるメディアの政治批判や数々の政治活動は、党への打撃となり、やがてエリツィンら「反覇権の組織」が台頭した。スティーブン・ソルニックによれば、組織の統制能力が最高幹部にないことが判ると、資源についての疑念が生じ、忠誠を保っていた地方役人も、中央の崩壊によって、自分たちの特権が剥奪されると恐れ、一斉に離反し、銀行取付騒ぎのように役人たちが国の資産を求めて殺到し、ソ連の諸制度は崩壊した。役人たちは、国家に雇われた身分でありながら、国家資産を私物化し、さらには国家そのものを盗んでいった。
ノースは、適応効率性には、非エルゴード的世界に存在する不確実性に直面した際に、時とともに生起する新奇な問題に対する代替案を柔軟に試行する制度構造が必要であるという。この制度では、実験を促し、許すような、失敗策を消去していく信念構造が必要であるが、ソ連はこのようなアプローチとは正反対のものであった。
マンサー・オルソンは『国家興亡論』で、周期的な革命のない状況では、利益集団が社会を硬直化させ、成長と生産性上昇の息の根を止めるというが、ソ連の歴史は、柔軟性のない制度には、それ固有の落とし穴があることの証左である。適応効率性とは、問題の進化に応じて社会が制度を修正したり、新制度を創出するような状況を指すものであり、政治経済は、不確実性に直面しても絶えず試行できるようにするとともに、新たな問題を解決できないような制度は排除していくことが必要である。アメリカの歴史には汚点があるにせよ、こうした条件を発展の特徴としてきたのであり、あらゆる形態の硬直的な独占に対して、強力な制限を課してきた。ただしそれは長い時間をかけて進化してきたものであり、計画的にかつ短期的には複製できないし、柔軟で適応効率的な制度であっても存続する保証もないとノースは論じた。

## 受賞
- 1991年 - ジョン・コモンズ賞 (英: John R. Commons Award) を受賞する。
- 1993年 - ノーベル経済学賞をロバート・フォーゲルとともに受賞。これは経済史の研究者としては初めてのことであった。

## 著作

### 単著
- The Economic Growth of the United States, 1790-1860, (Prentice-Hall, 1961).
- Growth and Welfare in the American Past: A New Economic History, (Prentice-Hall, 1966, 2nd ed., 1974, 3rd ed., 1983).
- Structure and Change in Economic History, (Norton, 1981).
  - 中島正人訳『文明史の経済学――財産権・国家・イデオロギー』（春秋社, 1989年）
  - 大野一訳『経済史の構造と変化』（日経BPクラシックス, 2013年）
- Institutions, Institutional Change and Economic Performance, (Cambridge University Press, 1990).
  - 竹下公視訳『制度・制度変化・経済成果』（晃洋書房, 1994年）
- Transaction Costs, Institutions, and Economic Performance, (ICS Press, 1992).
- The Role of Institutions in Economic Development: Gunnar Myrdal Lecture, (United Nations, 2003).
- Understanding the Process of Economic Change, (Princeton University Press, 2005).
- 『ダグラス・ノース　制度原論』瀧澤弘和・中林真幸監訳（東洋経済新報社，2016年）

### 共著
- Institutional Change and American Economic Growth, with Lance E. Davis, (Cambridge University Press, 1971).
- The Economics of Public Issues, with Roger LeRoy Miller, (Harper & Row, 1971, 2nd ed., 1973, 3rd ed., 1976, 4th ed., 1978, 5th ed., 1980, 6th ed., 1983, 7th ed., 1987, 8th ed., 1990, 9th ed., 1993, 10th ed., 1996, 11th ed., 1999, 12th ed., 2001, 13th ed., 2003, 14th ed., 2005, 15th ed., 2008).

赤羽隆夫訳『社会問題の経済学――診断と処方箋』（日本経済新聞社, 1975年）
赤羽隆夫訳『経済学で現代社会を読む』（日本経済新聞社, 1995年）- 第9版の翻訳
- The Rise of the Western World: A New Economic History, with Robert Paul Thomas, (Cambridge University Press, 1973).

速水融・穐本洋哉訳『西欧世界の勃興――新しい経済史の試み』（ミネルヴァ書房, 1980年、増補版1994年）

### 共編著
- The Growth of the American Economy to 1860, co-edited with Robert Paul Thomas, (University of South Carolina Press, 1968).
- Empirical Studies in Institutional Change, co-edited with Lee J. Alston and Thrainn Eggertsson, (Cambridge University Press, 1996).
- Political Institutions and Financial Development, co-edited with Stephen Haber and Barry R. Weingast, (Stanford University Press, 2008).